# Rick Rodriguez
Ricardo »Rick« Rodriguez, ameriški igralec in trener bejzbola, * 21. september 1960, Oakland, Kalifornija, ZDA. 
Rodriguez je upokojeni poklicni metalec, ki je v ligi MLB preživel dele štirih sezon (1986-1990). Sedaj je trener metalcev ekipe Nashville Sounds.

## Študentsko obdobje
Študiral je na Univerzi Kalifornije, Riverside.

## Igralski dnevi
Rodriguez je bil s strani ekipe iz Oaklanda izbran v 2. krogu nabora lige MLB leta 1981. Naslednjih pet let je preživel v nižjih podružnicah ekipe in se nato leta 1986 prvič prebil v ligo MLB. Pri ekipi je metal v delih te in še naslednje sezone, a je bil decembra 1987 odpuščen. 
V januarju naslednjega leta je nato sklenil pogodbo z ekipo Cleveland Indians, pri kateri je metal v sezoni 1988, za kratek čas tudi v ligi MLB. Po sezoni je postal prosti igralec, nato leto preživel z ekipo Chicago White Sox pred zaključkom kariere v sezoni 1990 na nasprotni strani Zaliva, od katere je začel, z ekipo San Francisco Giants.

## Trenerska pot
Leta 1999 se je Rodriguez vrnil v Oakland kot metalski trener v nižjih podružnicah. Ta položaj je najprej zapolnjeval v Modestu, nato pa v Sacramentu. Kot trener metalcev je tako služil do danes, z izjemo leta 2003, ko je sezono preživel v Modestu kot upravnik ekipe. 
V sezoni 2011 je postal trener razbremenilskega kadra na stopnji MLB v Oaklandu.